# Unutarnja partija
Unutarnja ili uža partija (engl. Inner Party) fiktivni je društveni sloj u Orwellovu romanu Tisuću devetsto osamdeset četvrtoj koji tvori jezgru ili uži krug vladajuće klase zvane partija, a čine je rukovodeći kadrovi države Oceaniji koji u njoj predstavljaju višu, odnosno vladajuću klasu. Goldsteinova knjiga navodi da unutarnja partija čini 2 % stanovništva.
Njezini se pripadnici mogu prepoznati po tome što nose crne kombinezone kojima se razlikuju od članova vanjske partije. Pod svojom kontrolom čvrsto drže misaonu policiju i vodeća mjesta u svim četirima ministarstvima koja tvore državnu upravu Oceanije. S obzirom na to da je društvo strogo stratificirano oni žive u naseljima i gradskim četvrtima gdje pripadnici vanjske partije ne mogu doći osim iz prijeke potrebe.
Jedini važniji lik koji pripada unutarnjoj partiji jest O'Brien, a dijelovi romana koji se odvijaju u njegovu stanu predstavljaju jedini uvid u način života te društvene grupe. Oni sugeriraju da članovi unutarnje partije uživaju u luksuzu ili barem relativnu blagostanju u odnosu na prolove i članove vanjske partije; njihove su kuće i stanovi prostrani i dobro održavani, na raspolaganju im je kvalitetna hrana, piće, cigarete, prijevozna sredstva, pa čak i osobne sluge u obliku eurazijskih ratnih zarobljenika. Iako u njihovim domovima također postoje teleekrani, dopušteno ih je ugasiti na 30 minuta.
Po navodima romana pripadnost unutarnjoj partiji ne stječe se putem rodbinskih veza, već putem posebnih psiholoških testova kojima se sposobnost vodstva i odanost partiji ustanovljava od najranijeg djetinjstva; Goldsteinova knjiga navodi da pripadnost nije ograničena rasnim predrasudama, odnosno da se među elitom mogu pronaći "Židovi, crnci i punokrvni Indijci".

## Više informacija
- nomenklatura (komunizam)
- nova klasa
- crvena buržoazija